# Драгашевац
Драгашевац (или чешће Драгасевац) је насељено мјесто у општини Власеница, Република Српска, БиХ.  Према попису становништва из 2013. године, у насељу је живјело 59 становника. Насеље припада мјесној заједници Симићи.

## Географија
Драгашевац је смјештен уз магистрални пут М 19.2 на ушћу потока Драгасевац у ријечицу Тишчу.

## Историја
Првобитно насеље Драгасевац, узводно уз поток Драгасевац, почетком XIX вијека  насељавају Каравласи из Влашке, који се баве производњом производа од дрвете.За вријеме 2. свјетског рата, Каравласи, као православци, углавном дијеле судбину Срба у НДХ. Један дио их узима и учешће у ЈВуО. Послије Другог свјетског рата, и Срби из сусједних села се досељавају поред магистралног пута, тако да временом Срби постају већинско становништво. За вријеме последњег Одбрамбено-отаџбинског рата, највећи број Каравлаха се исељава у иностранство, одакле се, по завршетку рата, само мањи број вратио. Један број се борио за Војску Републике Српске.

## Становништво
Према попису становништва из 2013. године, мјесто је имало 59 становника. Према попису становништва из 1991. године, мјесто је имало 239 становника.
Ово насеље је великим дијелом насељено Србима. У насељу живи, некад значајна, заједница Каравлаха.
| Националност       | 1991. | 2013. |
| Срби               | 219   | 57    |
| Хрвати             | 0     | 0     |
| Муслимани          | 1     | 0     |
| остали и непознато | 19    | 2     |
| укупно             | 239   | 59    |

| Демографија | Демографија | Демографија |
| Година      | Становника  | Становника  |
| ----------- | ----------- | ----------- |
| 1961.       | 97          |             |
| 1971.       | 194         |             |
| 1981.       | 216         |             |
| 1991.       | 239         |             |
| 2013.       | 59          |             |